# La Chaussaire
La Chaussaire ([la ʃoˈsɛʁ] ⓘ) ist eine Ortschaft und ehemalige französische Gemeinde mit 750 Einwohnern (Stand: 1. Januar 2022) im Département Maine-et-Loire in der Region Pays de la Loire. Sie gehörte zum Arrondissement Cholet. Die Einwohner werden Chaussairois und Chaussairoises genannt.
Der Erlass des Präfekten vom 5. Oktober 2015 legte mit Wirkung zum 15. Dezember 2015 die Eingliederung von La Chaussaire als Commune déléguée zusammen mit den früheren Gemeinden Montrevault, Chaudron-en-Mauges, La Boissière-sur-Èvre, La Salle-et-Chapelle-Aubry, Le Fief-Sauvin, Le Fuilet, Le Puiset-Doré, Saint-Pierre-Montlimart. Saint-Quentin-en-Mauges und Saint-Rémy-en-Mauges zur Commune nouvelle Montrevault-sur-Èvre fest.

## Geografie

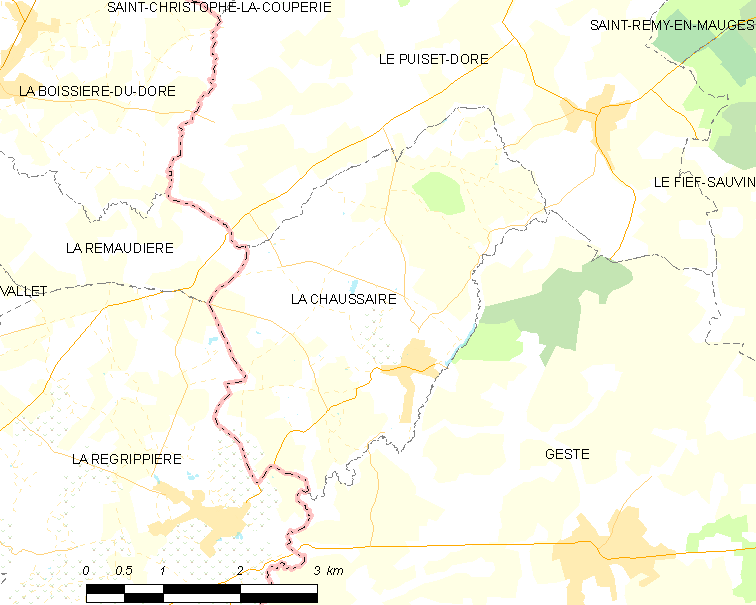
Karte von La Chaussaire

La Chaussaire liegt etwa 54 Kilometer südwestlich von Angers, etwa 26 Kilometer nordwestlich von Cholet und etwa 31 Kilometer östlich von Nantes an der Grenze zum benachbarten Département Loire-Atlantique. Der Ort befindet sich in der Région naturelle der Mauges, Teil der historischen Provinz des Anjou.
Der Ort befindet sich im Einzugsgebiet der Loire und wird vom Ruisseau de Verret entwässert, der ihn im Osten begrenzt, ferner vom Ruisseau du Lac Roger, vom zeitweise trockenfallenden Ruisseau de la Hardière, der ihn in Nordosten begrenzt, sowie von weiteren kleineren Fließgewässern.
Das Ortsgebiet zeigt eine hügelige Landschaft an den südöstlichen Ausläufern des Armorikanischen Massivs mit einer maximalen Erhebung von 106 m im Norden. Das Ortszentrum liegt auf etwa 90 m, der niedrigste Punkt wird mit 52 m Höhe beim Austritt des Ruisseau de Verret aus dem Ortsgebiet gemessen.
Umgeben wird La Chaussaire von drei Nachbargemeinden und einer Commune déléguée von Montrevault-sur-Èvre:
|                                   | Le Puiset-Doré (Montrevault-sur-Èvre)       |                     |
| La Remaudière (Loire-Atlantique)  | Kompassrose, die auf Nachbargemeinden zeigt |                     |
| La Regrippière (Loire-Atlantique) |                                             | Beaupréau-en-Mauges |

## Etymologie und Geschichte
Der Ortsname könnte auf die Römerstraße von Poitiers nach Nantes anspielen (französisch chaussure, deutsch Schuh), die das Ortsgebiet einst durchquerte. Der lateinische Name für Römerstraße lautet via calceata im Sinne von „mit Steinen beschuhte Straße“. Frühere Formen des Ortsnamens waren: Calcearia (1120), Chauceiaria (1149), La Chausserre (1654).
Auf dem Ortsgebiet sind 22 Äxte aus poliertem Stein als Zeugen der Urgeschichte gefunden worden.
Der Name der Pfarrgemeinde erschien erstmals 1120, als Bischof Renaud de Martigné die Eremiten unter seinem Schutz stellte, die sich im Weiler Le Lac-Roger niedergelassen hatten (Lacu Rogerii quae est in parrochia de Calcearia). Die Gründung der Pfarrgemeinde muss demnach bereits vor dem 12. Jahrhundert erfolgt sein. Die Pfarrkirche wurde von Ulger an das Kapitel von Saint-Maurice durch sein Testament gestiftet. Es gilt als sicher, dass das Gebiet seit langer Zeit besiedelt war und dass ehemalige Schmieden und Eisenerzminen in Betrieb waren. Die Pfarrkirche Notre-Dame wurde 1438 vollständig neu errichtet.
Die Lehnsherrschaft, die vor dem 15. Jahrhundert gebildet wurde, war von der Grafschaft Montrevault abhängig. Sie besaß nur eine mittlere Gerichtsbarkeit, aber dem Seigneur gehörte das Feste Haus Les Roches im Ortszentrum. Das Lehen gehörte im 16. Jahrhundert der Familie Pantin de la Hamelinière und seit dem 18. Jahrhundert der Familie Béritault, die in Boisgirault im heutigen Beaupréau-en-Mauges residierten. Ein Teil des Ortgebiets gehörte zum Priorat von La Regrippière.
Im 18. Jahrhundert gehörte die Pfarrgemeinde zum Bistum Angers, zum Archidiakonat Outre-Loire, zum Dekanat der Mauges, zur Élection, zur Subdelegation und Bailliage von Angers sowie zum Einzugsgebiet der Gabelle von Saint-Florent-le-Vieil. Die Gemeindeverwaltung befürwortete die neuen Ideen, die die Französischen Revolution hervorbrachte.
Während der Französischen Revolution verwüsteten Höllenkolonnen, die vom Nationalkonvent angeordneten Maßnahmen zur Niederschlagung des Aufstands in der Vendée umsetzten, das Dorf und ermordeten 40 Personen am 14. Februar 1794.

## Bevölkerungsentwicklung
| La Chaussaire: Einwohnerzahlen von 1793 bis 2020                                                                           | La Chaussaire: Einwohnerzahlen von 1793 bis 2020 | La Chaussaire: Einwohnerzahlen von 1793 bis 2020 | La Chaussaire: Einwohnerzahlen von 1793 bis 2020 | La Chaussaire: Einwohnerzahlen von 1793 bis 2020 |
| --- | ------------------------------------------------ | ------------------------------------------------ | ------------------------------------------------ | ------------------------------------------------ |
| Jahr |                                                  |                                                  |                                                  | Einwohner                                        |
| 1793 | 1793                                             |                                                  | 818                                              | 818                                              |
| 1800 | 1800                                             |                                                  | 903                                              | 903                                              |
| 1806 | 1806                                             |                                                  | 811                                              | 811                                              |
| 1821 | 1821                                             |                                                  | 897                                              | 897                                              |
| 1831 | 1831                                             |                                                  | 892                                              | 892                                              |
| 1836 | 1836                                             |                                                  | 934                                              | 934                                              |
| 1841 | 1841                                             |                                                  | 920                                              | 920                                              |
| 1846 | 1846                                             |                                                  | 904                                              | 904                                              |
| 1851 | 1851                                             |                                                  | 867                                              | 867                                              |
| 1856 | 1856                                             |                                                  | 923                                              | 923                                              |
| 1861 | 1861                                             |                                                  | 950                                              | 950                                              |
| 1866 | 1866                                             |                                                  | 1.012                                            | 1.012                                            |
| 1872 | 1872                                             |                                                  | 1.058                                            | 1.058                                            |
| 1876 | 1876                                             |                                                  | 1.054                                            | 1.054                                            |
| 1881 | 1881                                             |                                                  | 1.044                                            | 1.044                                            |
| 1886 | 1886                                             |                                                  | 1.044                                            | 1.044                                            |
| 1891 | 1891                                             |                                                  | 842                                              | 842                                              |
| 1896 | 1896                                             |                                                  | 775                                              | 775                                              |
| 1901 | 1901                                             |                                                  | 720                                              | 720                                              |
| 1906 | 1906                                             |                                                  | 692                                              | 692                                              |
| 1911 | 1911                                             |                                                  | 688                                              | 688                                              |
| 1921 | 1921                                             |                                                  | 603                                              | 603                                              |
| 1926 | 1926                                             |                                                  | 599                                              | 599                                              |
| 1931 | 1931                                             |                                                  | 564                                              | 564                                              |
| 1936 | 1936                                             |                                                  | 570                                              | 570                                              |
| 1946 | 1946                                             |                                                  | 583                                              | 583                                              |
| 1954 | 1954                                             |                                                  | 605                                              | 605                                              |
| 1962 | 1962                                             |                                                  | 623                                              | 623                                              |
| 1968 | 1968                                             |                                                  | 614                                              | 614                                              |
| 1975 | 1975                                             |                                                  | 595                                              | 595                                              |
| 1982 | 1982                                             |                                                  | 606                                              | 606                                              |
| 1990 | 1990                                             |                                                  | 644                                              | 644                                              |
| 1999 | 1999                                             |                                                  | 610                                              | 610                                              |
| 2006 | 2006                                             |                                                  | 693                                              | 693                                              |
| 2013 | 2013                                             |                                                  | 803                                              | 803                                              |
| 2020 | 2020                                             |                                                  | 810                                              | 810                                              |
| Quelle(n): EHESS/Cassini bis 1999, INSEE ab 2006 Anmerkung(en): Ab 1962 offizielle Zahlen ohne Einwohner mit Zweitwohnsitz |                                                  |                                                  |                                                  |                                                  |

## Sehenswürdigkeiten
- Pfarrkirche Notre-Dame, 1895 im neogotischen Stil neu gebaut.

Pfarrkirche Notre-Dame
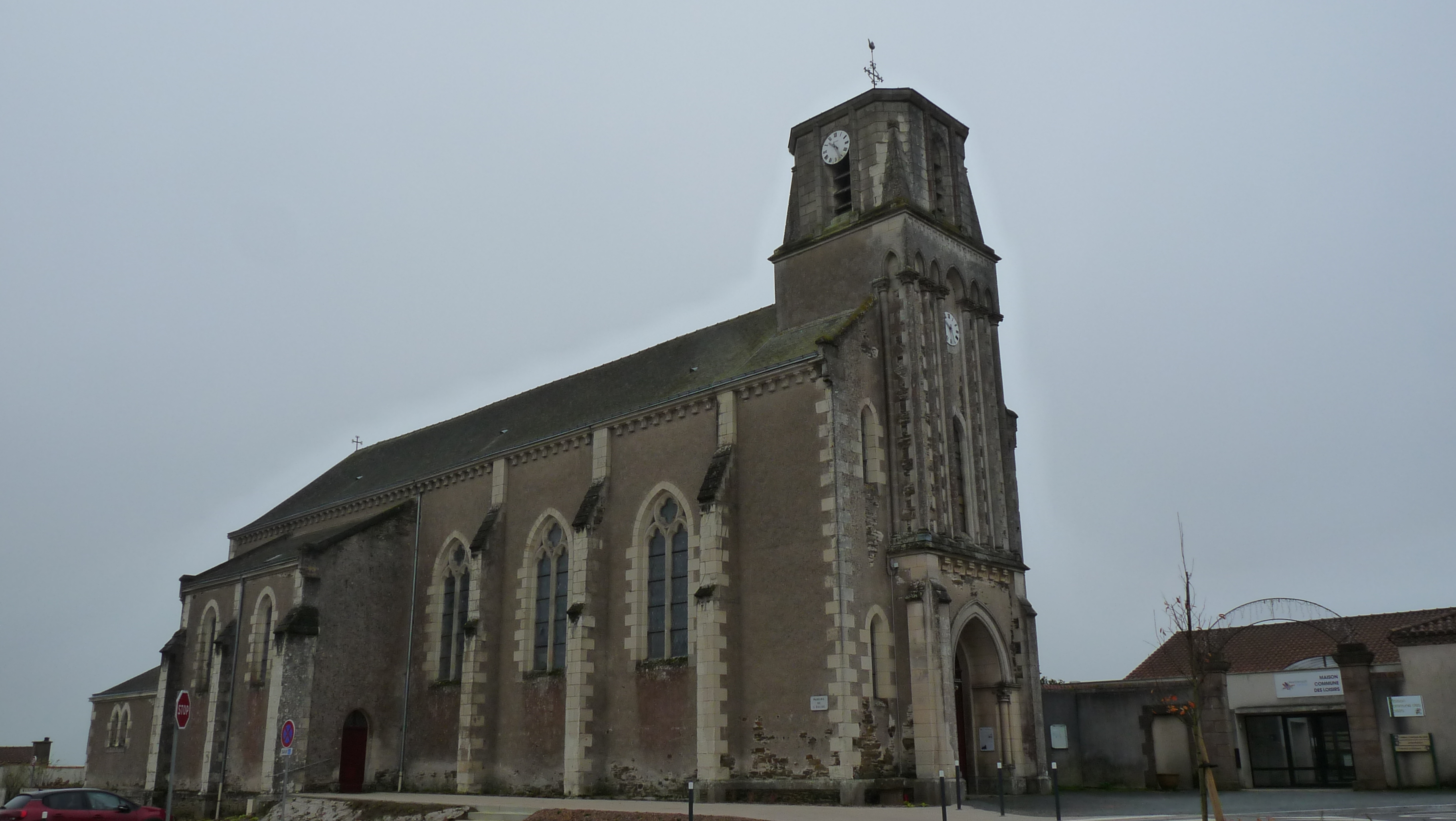
Außenansicht
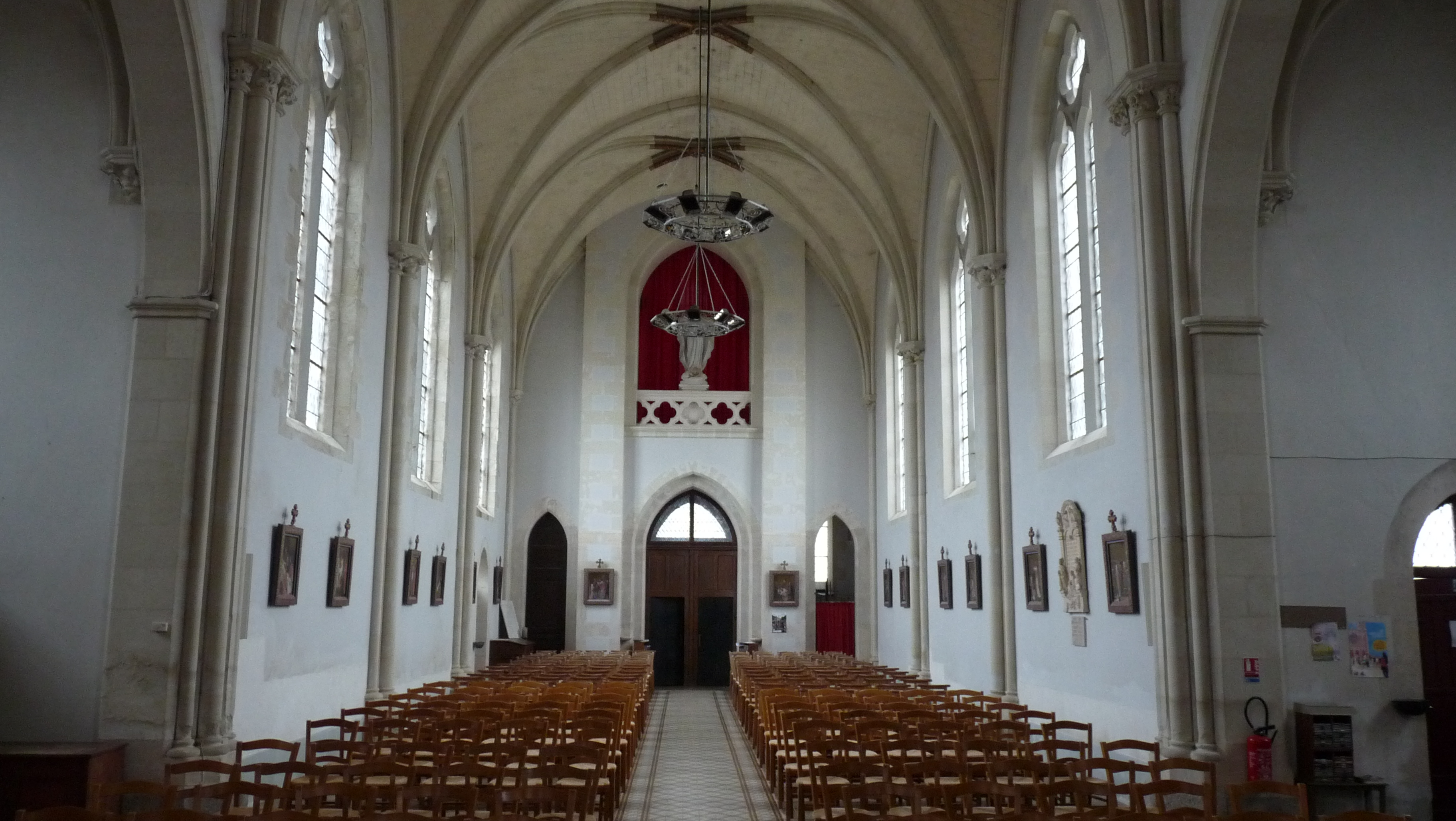
Innenansicht
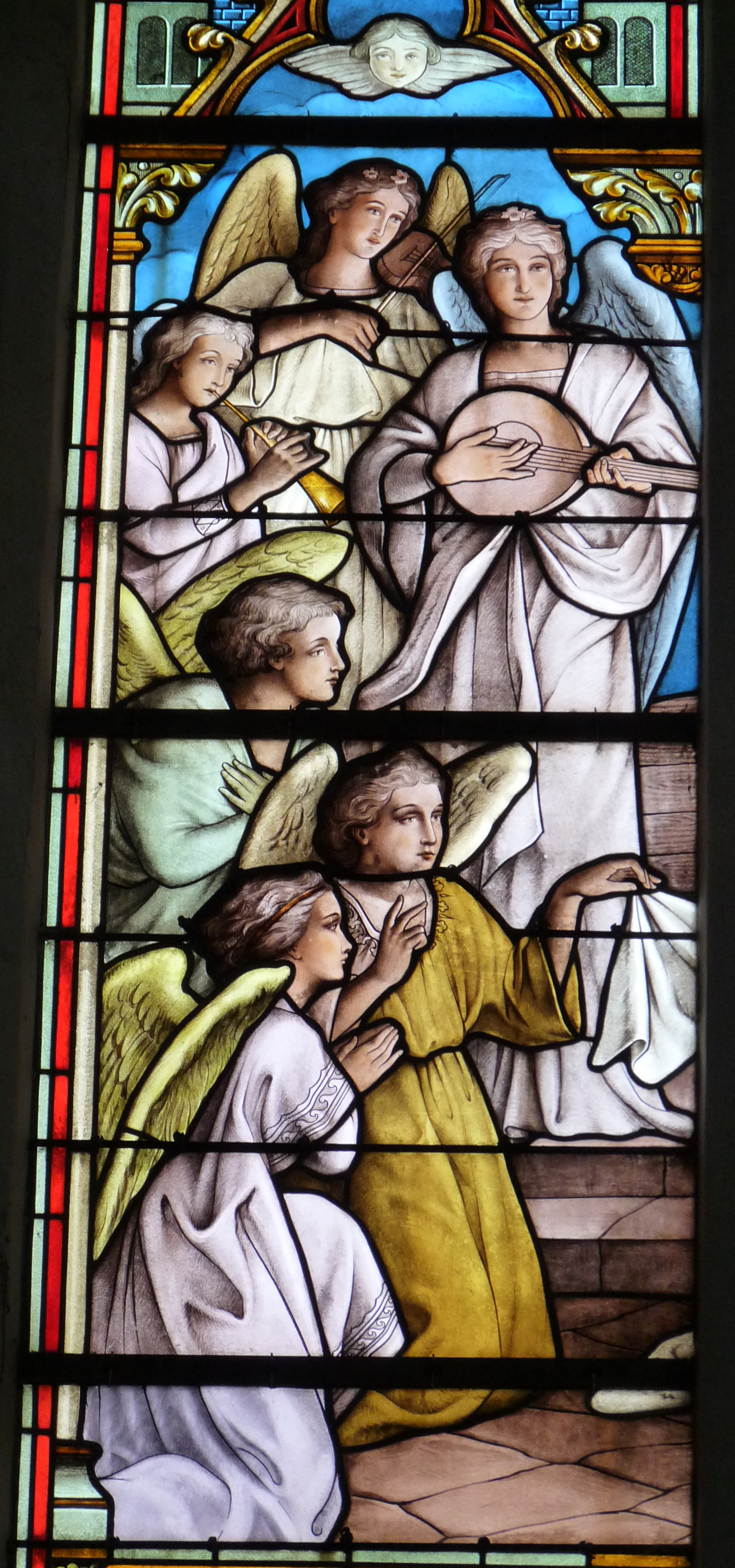
Bleiglasfenster